# Хорвати в Еквадорі
Хорвати в Еквадорі (хорв. Hrvati u Ekvadoru, ісп. Croatas en Ecuador) — жителі Еквадору хорватського походження. У країні проживає близько 5000 мігрантів із Хорватії та їхніх нащадків. За оцінками, у самому Гуаякілі проживає від 1500 до 4000 еквадорських хорватів.

## Історія
Можна відзначити дві основні хвилі переселення вихідців із Хорватії в Еквадор: перша наприкінці XIX й на початку XX століття та друга, що розпочалася в 1990-х роках. Упродовж першого періоду хорватські іммігранти були переважно торгівцями з Дубровника, Спліта та острова Вис, які оселилися в сільськогосподарських частинах Еквадору, особливо в області Манабі, а також у таких містах, як Баїя-де-Каракес, Чоне, Манта, Портов'єхо, Мачала, Гуаякіль, Куенка та Кіто. Багато хто діставався до Еквадору не прямо, а прибував до цієї країни з інших держав Південної Америки, зрозумівши, що можна розбагатіти на зборі горіхів тагуа — рослинного аналога слонової кістки, який на той час був основним еквадорським товаром на експорт. До розвитку хімічної промисловості горіхи тагуа використовувалися для виготовлення ґудзиків.
Сучасна імміграція хорватів значною мірою спричинена інтересом до рибної промисловості та вилову морських ракоподібних. Більшість цих нових іммігрантів походять з узбережжя Адріатичного моря, особливо зі Спліта. Вони зайняті у промисловості з переробки тунця і сардин. Еквадорські хорвати та їхні нащадки мають високий культурний та економічний статус у суспільстві, вони відзначилися, зокрема, в сільському господарстві та рибальстві, а також у торгівлі та промисловості. Еквадор має великий флот кораблів для перевезення бананів, а також риболовні та торговельні судна, екіпажі яких теж складаються з хорватів, які проживають у Гуаякілі. Однак вони не зареєстровані як хорватські іммігранти. 2004 року в Еквадорі засновано товариство, покликане згуртувати місцевих хорватів та їхніх нащадків.